# Seznam čeških zgodovinarjev
Seznam čeških zgodovinarjev.

## A
- Alois Adamus
- Zděnek Antoš
- Božena Auštecká

## B
- Adolf Bachmann
- František Michálek Bartoš
- Karl Beer
- Antonín Benčík
- František Beneš
- Luděk Beneš
- Tomáš Václav Bílek
- Lenka Bobková
- Jiří Brabec
- J. Bydlo

## C
- Josef Chmel (češko-avstrijski)
- Karel Chtyl (umetnostni)
- Josef Cibulka (umetnostni zgod., arheolog)

## Č
- Tomáš Pešina z Čechorodu
- Jaroslav Čechura
- Jaromír Čelakovský
- Jan Černý-Nigranus

## D
- Růžena Dostálová (filologinja)
- Sáša Dušková
- František Dvořák (1920-2015) (umetnostni)
- Max Dvořák (umetnostni - češko-avstrijski)
- František Dvorník

## E
- Josef Emler
- Karel Jaromír Erben

## F
- Jiří Fajt (umetnostni)
- Petr Fiala (nato politolog)
- Jiří Fiedler
- Gustav Friedrich
- Eliška Fučíková (umetnostna)

## G
- Anton Gindely (nemško-češki)
- Jaroslav Goll

## H
- Jaromir Haněl (češko-hrvaški pravni)
- Zdeněk Hazdra
- Jan Herben
- Zdeněk Hojda
- Václav Horčička
- Mojmír Horyna
- Otakar Hostinský
- Adam Hradílek
- Václav Husa
- Milan Hübl

## J
- I. Hermenegild Jireček (pravni) (1827–1909)
- Konstantin (Josef) Jireček (1854–1918)
- (Ivan Martin Jirous - umetnostni)
- František Jordán

## K
- Karel Kaplan
- Josef Karásek
- Hans Kohn
- Jiří Kotalík (umetnostni)
- Petr Koura
- Kamil Krofta
- Petr Kučera
- Jiří Kuděla (veleposlanik v Sloveniji, prej na Hrv.)
- Václav Kural

## L
- Radomir Luža (1922-2009, ZDA)

## M
- Jan Máchal
- Antonín Matějček (umetnostni)
- Bohumil Matějka
- Eduard Maur
- Vojtěch Mencl
- Jiří Mikulec

## N
- Bohumil Navrátil
- Zdeněk Nejedlý (muzikolog)
- (Arne Novák) (literarni)

## O
- Pavel Oliva (1923-2021)

## P
- František Palacký
- Jaroslav Pánek
- Pavel Panoch
- Carl Patsch (češ.-avstr.)
- Karel Paul (literarni)
- Milada Paulová
- Jan Peisker (1851 - 1933)
- Josef Pekař
- Dragutin Pelikán
- Jiří Pešek
- Vilém Prečan

## S
- Josef (Franz Jaroslav) Schaller
- Vilém Slavata
- Petr Sommer
- František Stellner

## Š
- Jindřich Šebánek
- Jan Šedivý (češ.-slov.)
- František Šmahel
- Zdeněk Šolle

## T
- Josef Teige
- Zdeněk Václav Tobolka
- Wilhelm Tomaschek (Vilém Tomášek)
- Václav Vladivoj Tomek (V. V. Tomek)
- Dušan Třeštík

## V
- Vladimír Vašků
- Vladimír Vavřínek
- Vlastimil Vondruška

## W
- Frank Wollman

## Z
- Čeněk Zíbrt

## Ž
- Václav Žáček
- Jan Županič